# Augusztus 15.
Augusztus 15. az év 227. (szökőévben 228.) napja a Gergely-naptár szerint. Az évből még 138 nap van hátra.
Névnapok: Mária + Alfréd, Ali, Asszunta, Masa, Napóleon, Tarzícia, Tarzíciusz

## Események
- 1096 – Bouillon Gottfried lovagi serege e napon indul útnak az első keresztes hadjáratba.
- 1519 – Panamaváros (Ciudad de Panamá) megalapítása.
- 1534 – Loyolai Szent Ignác és hat társa megalapítja a Jézus Társaságát, a jezsuita rendet.
- 1537 - Asunción, Paraguay fővárosának megalapítása.
- 1832 – XVI. Gergely pápa kiadja a Mirari vos kezdetű, híres enciklikáját melyben elítéli a katolikus liberalizmust. (Elfogadhatatlannak minősítette a teljes lelkiismereti és véleményszabadságot, az állam és az egyház szétválasztásának gondolatát, továbbá az olasz nemzeti törekvéseket.)[1]
- 1914 – Megnyitják a Csendes-óceánt és az Atlanti-óceánt összekötő Panama-csatornát.
- 1923 – Megalapítják a Kaposvári Rákóczi FC sportklubot.
- 1933 – Befejeződik a Gödöllőn rendezett cserkész világtalálkozó, az egyetlen  Magyarországon  rendezett dzsembori (jamboree).
- 1942 – Jozef Tiso holicsi beszédében kinyilvánítja a szlovákok „jogát” arra, hogy megszabaduljanak a zsidóktól.
- 1947 – India elszakad a Brit Birodalomtól és kikiáltja függetlenségét.
- 1969 – A Woodstock-i zenei és művészeti fesztivál megnyitása.
- 1975 – Államcsíny Bangladesben, Mudzsibur Rahmán sejk és családjának legyilkolása.
- 1977 - Nitroglicerin-robbanás a balatonfűzfői Nitrokémia Dózsa 1-es üzemében
- 1998 – A májusi népszavazáson Észak-Írországban elfogadott megállapodást ellenző, a katolikus Ír Köztársasági Hadseregből (IRA) kivált Valódi IRA 29 áldozatot követelő bombamerényletet hajt végre Omagh városában.
- 2007 – A Richter-skála szerinti 7,9-es erejű földrengés rázza meg Peru Csendes-óceán menti vidékét.
- 2021 – Afganisztánban az amerikai csapatok kivonását követő offenzíva betetőzéseként a tálib fegyveresek harc nélkül bevonulnak Kabulba, az ország elnöke elmenekül.

## Sportesemények
Formula–1
- 1971 –  osztrák nagydíj, Österreichring - Győztes: Jo Siffert (BRM)
- 1976 –  osztrák nagydíj, Österreichring - Győztes: John Watson (Team Penske Ford)
- 1982 –  osztrák nagydíj, Österreichring - Győztes: Elio De Angelis (Lotus Ford)
- 1993 –  magyar nagydíj, Hungaroring - Győztes: Damon Hill (Williams Renault)
- 1999 –  magyar nagydíj, Hungaroring - Győztes: Mika Häkkinen (McLaren Mercedes)
- 2004 –  magyar nagydíj, Hungaroring - Győztes: Michael Schumacher (Ferrari)

## Születések
- 1402 – Humphrey Stafford, Buckingham hercege, a franciaországi csapatok angol parancsnoka a százéves háborúban († 1460)
- 1589 – Báthory Gábor erdélyi fejedelem († 1613)
- 1761 – Genersich János magyar történész, pedagógus († 1823)
- 1769 – I. (Bonaparte) Napóleon francia császár[2] († 1821)
- 1771 – Walter Scott skót költő, író († 1832)
- 1772 – Johann Nepomuk Mälzel német mérnök, feltaláló, a metronóm feltalálója († 1838)
- 1794 – Elias Magnus Fries svéd botanikus, mikológus († 1878)
- 1808 – Alfred Reumont német diplomata, történetíró († 1887)
- 1810 – Sina Simon földbirtokos, diplomata és mecénás († 1876)
- 1813 - Majer István pedagógus († 1893)
- 1830 – Lebstück Mária magyar honvédtiszt († 1892)
- 1837 – Farbaky István magyar bányamérnök, tanszékvezető, a selmecbányai Bányászati és Erdészeti Akadémia igazgatója, feltaláló, országgyűlési képviselő († 1928)
- 1890 – Hunyady Sándor magyar regényíró, drámaíró († 1942)
- 1892 – Louis de Broglie Nobel-díjas francia fizikus († 1987)
- 1902 – Badó Rajmund olimpiai ezüstérmes, Európa-bajnok magyar birkózó († 1986)
- 1908 – Sárkány Miklós kétszeres olimpiai bajnok vízilabdázó († 1998)
- 1917 – Óscar Romero salvadori érsek, vértanú, világszerte mint a szegények püspökét, a nép jogainak védelmezőjét tisztelik († 1980)
- 1918 – Jean Achard francia autóversenyző († 1951)
- 1919 – Andrea Bosic, olasz színész († 2012)
- 1919 – Miklós Klára Jászai Mari-díjas magyar színésznő, érdemes művész.
- 1922 – Tilli Endre olimpiai bronzérmes, világbajnok magyar tőrvívó († 1958)
- 1923 – Horváth Pál gépészmérnök, az Egyesült Izzó nyugalmazott vezérigazgató-helyettese († 2017)
- 1924 − Tardos Péter magyar újságíró, zeneszerző, dalszövegíró, humorista, rádiós-televíziós szerkesztő († 1984)
- 1925 – Oscar Peterson kanadai zenész, a legismertebb dzsessz-zongoristák egyike († 2007)
- 1925 – Aldo Ciccolini olasz születésű francia zongoraművész († 2015)
- 1932 – Kákosy László magyar egyiptológus († 2003)
- 1935 – Jim Dale angol színész, zeneszerző
- 1941 – Sebők Klára magyar színésznő
- 1944 – Sylvie Vartan bolgár születésű francia popénekesnő
- 1945 – Nigel Terry brit színész († 2015)
- 1953 – Agárdi László magyar színész, konferanszié, parodista
- 1953 – Szűcs Judith magyar énekesnő
- 1954 – Stieg Larsson svéd író, újságíró († 2004)
- 1963 – Alejandro González Iñárritu négyszeres Oscar-díjas mexikói filmrendező
- 1965 – Kovács Krisztián magyar informatikus, egykori gyerekszínész
- 1969 – Robertson Frizero Barros brazil író, költő
- 1970 – Varga Ferenc magyar énekes
- 1972 – Ben Affleck kétszeres Oscar-díjas amerikai színész
- 1973 – Juan Manuel Gil Navarro, argentin színész, parodista
- 1974 – Natasha Henstridge kanadai színésznő („Species”)
- 1975 – Kavagucsi Josikacu japán labdarúgó, a japán labdarúgó-válogatott kapusa
- 1977 – Igor Cassina, olasz olimpiai bajnok tornász
- 1980 – Ilia Klimkin orosz műkorcsolyázó
- 1986 – Natalia Kills angol énekesnő, dalszövegíró, színésznő, rövidfilmrendező
- 1989
  - Joe Jonas amerikai énekes, színész
  - Carlos Pena – amerikai színész, énekes
  - Gubik Petra – Junior Prima díjas magyar színésznő, énekesnő
- 1990 – Jennifer Lawrence Oscar-díjas amerikai színésznő
- 1992 – Waskovics Andrea magyar színésznő
- 1996 – Bruce Brown amerikai kosárlabdázó

## Halálozások
- 0423 – Honorius római császár (* 384)
- 1038 – I. István, Magyarország államalapító királya (* 975)
- 1057 – Macbeth skót király (* 1005)
- 1118 – I. Alexiosz bizánci császár (* 1048)
- 1315 – Burgundi Margit francia királyné (* 1290)
- 1799 – Barthélemy Catherine Joubert, francia tábornok (* 1769)
- 1819 – Cornelius Hermann von Ayrenhoff, osztrák színműíró (* 1733)
- 1823 – Schwartner Márton történész, statisztikus, egyetemi tanár (* 1759)
- 1851 – Bakonyi Sándor honvéd tábornok (* 1805)
- 1852 – Johan Gadolin finn kémikus, az ittrium felfedezője (* 1760)
- 1855 – Benke József színész, színházigazgató (* 1781)
- 1860 – Anna Fjodorovna Romanova orosz nagyhercegné (* 1781)
- 1907 – Joachim József világhírű magyar hegedűművész (* 1831)
- 1936 – Grazia Deledda Nobel-díjas szardíniai író (* 1871)
- 1950 – Baross Endre magyar földbirtokos, gazdasági főtanácsos, borász, országgyűlési képviselő (* 1889)
- 1953 – Ludwig Prandtl német fizikus, egyetemi tanár, az aerodinamika (áramlástan) jelentős kutatója (* 1875)
- 1961 – Stanisław Łepkowski lengyel jogász, diplomata, volt nagykövet Budapesten (* 1892)
- 1971 – Lukács Pál magyar származású Oscar- és Golden Globe-díjas színész (* 1894)
- 1974 – Otto Braun német író (* 1900)
- 1975 – Mudzsibur Rahmán, bangladesi függetlenségi harcos, államfő, miniszterelnök (* 1920)
- 1982 – Hugo Theorell Nobel-díjas svéd orvos, biokémikus (* 1903)
- 1998 – Polinszky Károly vegyészmérnök, az MTA tagja, 1974–1980-ban Magyarország oktatásügyi minisztere (* 1922)
- 1999 – Sághy Vilmos magyar agrárközgazdász, szakpolitikus († 1922)
- 2002 – Balogh János Széchenyi-díjas zoológus, ökológus, egyetemi tanár, a Magyar Tudományos Akadémia tagja (* 1913)
- 2004 – Sune Bergström Nobel-díjas svéd biokémikus (* 1916)
- 2012 – Lugossy Mária magyar szobrászművész (* 1950)
- 2013 – Sławomir Mrożek lengyel drámaíró, író (* 1930)
- 2020 – Gábos Márta erdélyi magyar biológus (* 1936)
- 2021 – Gerd Müller világ-, és Európa-bajnok német labdarúgó (* 1945)
- 2021 – Lovas Ilona Kossuth-díjas magyar textilművész (* 1946)

## Nemzeti ünnepek, emléknapok, világnapok
- Nagyboldogasszony ünnepe, Szűz Mária mennybevitelének vagy elszenderedésének napja, római katolikus ünnepnap (és munkaszüneti nap) több katolikus országban, például Szlovéniában (Maríjino vnebovzétje, vagy véliki šmáren, vélika máša, šmárno, vélika gospójnica), Horvátországban, Lengyelországban, Ausztriában (Mariä Himmelfahrt), Olaszországban (Ferragosto), Spanyolországban (Asunción), és az ortodox Romániában (Adormirea Maicii Domnului) is. Szent István király halálának évfordulója. Magyarországon e munkaszüneti napot 1948-ban törölték el.
- A légierő haderőnem és a repülők napja
- Dél-Korea: a felszabadulás és a köztársaság megalapításának napja
- India: a függetlenség napja.